# 생크 유어 러키 스타스
《생크 유어 러키 스타스》(Thank Your Lucky Stars)는 버밍엄에 본사를 둔 독립 텔레비전 네트워크 ABC TV가 제작해 1961년 4월부터 방영한 프로그램이다. 호스트는 피트 머리였으며 앤 셸턴과 댈러스 보이스가 출연해 있기를 끌었다. 프로그램은 《레디 스테디 고》와 함께 영국 팝 음악 텔레비전 쇼의 전성기를 열었으나 독립 프렌차이즈 시스템에 따라 새롭게 등장한 회사들이 지역 방송권을 인수하며 1966년 종영하게 된다.
1964년 1월 13일 비틀즈는 버밍엄 에스턴에 위치한 ABC TV 스튜디오에서 〈Please Please Me〉 연주를 녹화한 뒤 이튿날 체셔 주 엘즈미어 포트에서 열린 울버햄 복지 협회의 댄스파티에서 공연을 했다. 엿새 후인 1월 19일 《생크 유어 러키 스타스》가 방송됐다. 비틀즈는 일곱 팀 중 마지막으로 출연했고, 이것이 비틀즈의 첫 번째 전국 텔레비전 방송 출연이었다. 비틀즈는 이후에도 프로그램에 아홉 번 더 출연했으며 1965년 4월 3일 스튜에서 마지막으로 한 공연이 방송됐다. 《생크 유어 러키 스타스》에서 난생처음 전국 방송 텔레비전에 출연할 기회를 얻었던 비틀즈는 6월 25일 이 프로그램의 마지막 방송에 출연해 자리를 지켰다.

## 참고 문헌
- 브라이언, 사우널 (2014). 《The Beatles in 100 Objects》 [비틀즈 100]. 아트북스. ISBN 978-89-6196-172-1. 2017년 4월 25일에 확인함.